# Чемпіонат U-19 України з футболу 2025—2026
14-та юнацька першість України з футболу проходить з 31 липня 2025 року по травень 2026 року.

## Регламент
До участі в матчі чемпіонату U-19 допускаються футболісти 2007 року народження та молодші. Допускається участь 5 (п’яти) футболістів 2006 р.н., які можуть одночасно впродовж усього ігрового часу перебувати на полі. У складі команди клубу на полі під час матчу може одночасно перебувати не більше 7 (семи) футболістів-легіонерів.

## Учасники
У турнірі беруть участь 16 юнацьких команд:
| - «Верес» (Рівне) - «Динамо» (Київ) - «Епіцентр» (Кам'янець-Подільський) - «Зоря» (Луганськ) - «Карпати» (Львів) - «Колос» (Ковалівка) - «Кривбас» (Кривий Ріг) - ФК «Кудрівка» | - ЛНЗ (Черкаси) - «Металіст 1925» (Харків) - «Оболонь» (Київ) - ФК «Олександрія» - «Полісся» (Житомир) - СК «Полтава» - «Рух» (Львів) - «Шахтар» (Донецьк) |

 — нові команди

## Турнірна таблиця
| М  | Команда               | І | В | Н | П | РМ  | О |
| -- | --------------------- | - | - | - | - | --- | - |
| 1  | «Верес» U-19          | 0 | 0 | 0 | 0 | 0−0 | 0 |
| 2  | «Динамо» U-19         | 0 | 0 | 0 | 0 | 0−0 | 0 |
| 3  | Епіцентр U-19         | 0 | 0 | 0 | 0 | 0−0 | 0 |
| 4  | «Зоря» U-19           | 0 | 0 | 0 | 0 | 0−0 | 0 |
| 5  | «Карпати» U-19        | 0 | 0 | 0 | 0 | 0−0 | 0 |
| 6  | «Колос» U-19          | 0 | 0 | 0 | 0 | 0−0 | 0 |
| 7  | «Кривбас» U-19        | 0 | 0 | 0 | 0 | 0−0 | 0 |
| 8  | ФК Кудрівка U-19      | 0 | 0 | 0 | 0 | 0−0 | 0 |
| 9  | ЛНЗ U-19              | 0 | 0 | 0 | 0 | 0−0 | 0 |
| 10 | «Металіст 1925» U-19  | 0 | 0 | 0 | 0 | 0−0 | 0 |
| 11 | «Оболонь» U-19        | 0 | 0 | 0 | 0 | 0−0 | 0 |
| 12 | ФК «Олександрія» U-19 | 0 | 0 | 0 | 0 | 0−0 | 0 |
| 13 | «Полісся» U-19        | 0 | 0 | 0 | 0 | 0−0 | 0 |
| 14 | СК Полтава U-19       | 0 | 0 | 0 | 0 | 0−0 | 0 |
| 15 | «Рух» U-19            | 0 | 0 | 0 | 0 | 0−0 | 0 |
| 16 | «Шахтар» U-19         | 0 | 0 | 0 | 0 | 0−0 | 0 |